# Ammonius Hermiae
Ammonius Hermiae (Oudgrieks: Ἀμμώνιος τοῦ Ἑρμείου, Ammṓnios tou Hermeíou) was een Byzantijns neoplatoons filosoof uit Alexandrië die leefde in de 5e eeuw n.Chr. 
Ammonius was de zoon van Hermias, die tevens zijn medeleerling was bij Proclus in Athene. Ammonius en Hermias keerden later terug naar hun thuisstad Alexandrië. Na de dood van Proclus werd Ammonius diens opvolger als hoofd van de Alexandrijnse school. Tot zijn leerlingen behoren onder andere Asclepius van Tralles, Johannes Philoponus, Damascius en Simplicius. 
Ammonius legde zich in zijn werk vooral toe op de logica en de wetenschappen. Daarnaast schreef hij vele commentaren ("hupomnêma") op teksten van Plato, Ptolemaeus en Aristoteles. De teksten over Plato en Ptolemeus zijn niet bewaard gebleven, maar we beschikken wel over een overgeleverde commentaar bij de isagoge ("inleiding") van Porphyrius. Daarnaast zijn er diverse teksten over het werk van Aristoteles bewaard gebleven, met name over de Categoriae, de Topica en De Interpretatione uit Aristoteles' Organon. Daarnaast zijn er onuitgegeven manuscripten van diens Metafysica. Ten slotte is er ook een manuscript gekend met een commentaar op het werk Inleiding tot de wiskunde van Nicomachus Gerasenus. 
Er is ook een tekst getiteld "Leven van Aristoteles" die aan Ammonius wordt toegeschreven en die vaak gebruikt wordt als inleiding tot publicaties van het werk van Aristoteles, maar deze tekst werd waarschijnlijk niet door Ammonius zelf geschreven, maar door diens leerling Johannes Philoponus.
Over het algemeen wordt het werk van Ammonius als erg hoogstaand beschouwd en werden diens commentaren tot aan de moderne tijd beschouwd als de beste die er waren. Er zijn echter ook meer kritische noten te horen. 